# 1,3-Diphenyl-2-propanon
1,3-Diphenyl-2-propanon ist eine chemische Verbindung aus der Gruppe der Ketone.

## Gewinnung und Darstellung
1,3-Diphenylpropanon kann durch Erhitzen von α,α'-Phenylbenzylethylenglykol oder α,α'-Phenylbenzylethylenoxid in Gegenwart von verdünnter Schwefelsäure oder Zink(II)-chlorid sowie durch Trockendestillation von Phenylacetat und Magnesiumchlorid oder anderen Salzen der Phenylessigsäure synthetisiert werden.

## Eigenschaften
1,3-Diphenyl-2-propanon ist ein weißer bis hellgelber Feststoff, der wenig löslich in Wasser ist. Die Verbindung hat einen süßen, schwachen, fruchtigen Geruch, der an Bittermandel erinnert.

## Verwendung
1,3-Diphenyl-2-propanon wird in der Aldol-Kondensationsreaktion mit Benzil (einem Dicarbonyl) und einer Base zur Herstellung von Tetraphenylcyclopentadienon verwendet. Die Verbindung wird auch als Vorläufer zur Synthese von strukturell definierten, fluoreszierenden Polyphenylen-Dendrimeren als Lichtemitter für organische lichtemittierende Dioden verwendet. Es wird auch bei der Synthese mehrerer anderer polyzyklischer aromatischer Kohlenwasserstoffe und konjugierter Polymere eingesetzt. 1,3-Diphenyl-2-propanon wird auch als Aromastoff eingesetzt.